# Sant Feliuet de Terrassola
Sant Feliuet de Terrassola és una parròquia d'hàbitat disseminat del municipi de Santa Maria d'Oló a la comarca del Moianès.
El primer esment data del 927 en un document de l'Arxiu Capitular de Vic. Al cens de 2009 tenia 25 habitants. En aquest poble hi ha l'església romànica de Sant Feliu de Terrassola, un insòlit edifici romànic del segle xi, que en lloc del tercer absis té adossada la rectoria. Va ser restaurada el 1970. La torra massissa quadrada que serveix de campanar data del segle xiii.